# Александров, Дмитрий Валерьевич
Дмитрий Валерьевич Александров (17 июня 1971, Свердловск) — доктор физико-математических наук, профессор. Автор 135 научных трудов. С 1995 по 1997 год работал стажером-исследователем в Уральского федерального университета, с 1997 по 1999 год — младшим научным сотрудником. С 1999 года работает старшим научным сотрудником отдела математического моделирования и оптимального управления НИИ физики и прикладной математики УФУ. С 1997 по 2000 год был ассистентом, в 2000 году стал доцентом кафедры математической физики.

## Биография
Родился 17 июня 1971 года в Свердловске.
В 1997 году окончил физический факультет УФУ.
С 1995 по 1997 год работал стажером-исследователем в УФУ, с 1997 по 1999 год — младшим научным сотрудником. С 1999 года работает старшим научным сотрудником отдела математического моделирования и оптимального управления НИИ физики и прикладной математики УФУ. С 1997 по 2000 год был ассистентом, в 2000 году стал доцентом кафедры математической физики.
Научная деятельность Дмитрия Валерьевича включает изучение фазовых переходов в процессах кристаллизации и испарения вещества, а также решение ряда важных научных задач. Результаты данных исследований опубликованы в авторитетных научных журналах: «Доклады Академии наук», «Журнал экспериментальной и теоретической физики», «Кристаллография», «Расплавы», «Journal Fluid Mechanics», «Journal Crystal Growth», «Int. Journal Heat and Mass Transfer», «Acta Materialia, Physica A» и другие. В 2004 году защитил докторскую диссертацию «Зарождение и динамика двухфазной зоны в процессах направленного затвердевания».
В 2005, 2006 и 2008 годах проводил научные исследования в Тангайском университете на Тайване. В 2008 году также занимался совместной научно-исследовательской работой с немецкими коллегами в Институте физики материалов в Кельне. С 2004 по 2009 год являлся руководителем четырех грантов Российского фонда фундаментальных исследований, двух грантов Президента РФ и четырех государственных контрактов на проведение научных исследований. Автор 135 научных трудов, в том числе трех монографий, опубликованных нью-йоркским издательством «Begell House Inc.», и трех учебных пособий. Под руководством Дмитрия Валерьевича защищены три кандидатские диссертации.
В 2002 году был удостоен премии Уральского университета за цикл работ «Структурообразование и эволюция межфазных фронтов в явлениях физико-химической макрокинетике».

## Основные труды
- Alexandrov, D. V.Nucleation and evolution of spherical crystals with allowance for their unsteady-state growth rates. (English) Zbl 1387.82021 J. Phys. A, Math. Theor. 51, No. 7, Article ID 075102, 11 p. (2018). MSC: 82B26 82D25 82B20
- Alexandrov, D. V.; Bashkirtseva, I. A.; Ryashko, L. B. Excitability, mixed-mode oscillations and transition to chaos in a stochastic ice ages model. (English) Zbl 1378.86005 Physica D 343, 28-37 (2017). MSC: 86A04 34K23 34C28 34K50
- Nizovtseva, I. G.; Galenko, P. K.; Alexandrov, D. V. Traveling wave solutions for the hyperbolic Cahn-Allen equation. (English) Zbl 1373.35072 Chaos Solitons Fractals 94, 75-79 (2017). MSC: 35C07 35L10
- Alexandrov, D. V. Dynamics of the phase transition boundary in the presence of nucleation and growth of crystals. (English) Zbl 1376.82066 J. Phys. A, Math. Theor. 50, No. 34, Article ID 345101, 11 p. (2017). MSC: 82C26 82D50 82C31 80A22
- Kazak, Oleg Viktorovich; Galenko, Petr Konstantinovich; Alexandrov, Dmitri Valer’evich Influence of convective flow on the growth of pure and alloyed dendrite. (Russian. English summary) Zbl 1364.74069 Vestn. Udmurt. Univ., Mat. Mekh. Komp’yut. Nauki 26, No. 3, 299—311 (2016). MSC: 74N05 76D07 76M45
- Aleksandrov, Dmitri Valer’evich; Malygin, Alexey Pavlovich; Sukhachev, Il’ya Sergeevich; Aleksandrova, Irina Vladimirovna Nucleation and growth of a new phase at the intermediate stage of phase transitions in metastable solutions and melts. (Russian. English summary) Zbl 1373.80004 Vestn. Udmurt. Univ., Mat. Mekh. Komp’yut. Nauki 26, No. 2, 283—296 (2016). Reviewer: Aleksey Syromyasov (Saransk) MSC: 80A22 80A20 80M35 35Q79 35Q84
- Nizovtseva, I. G.; Galenko, P. K.; Alexandrov, D. V. The hyperbolic Allen-Cahn equation: exact solutions. (English) Zbl 1353.35102 J. Phys. A, Math. Theor. 49, No. 43, Article ID 435201, 14 p. (2016). MSC: 35C07 35L10 35A09
- Alexandrov, D. V. Relaxation dynamics of the phase transformation process at its ripening stage. (English) Zbl 1327.82028 J. Phys. A, Math. Theor. 48, No. 24, Article ID 245101, 8 p. (2015). Reviewer: Hasan Akin (Gaziantep) MSC: 82B26 82D25
- Alexandrov, D. V. On the theory of Ostwald ripening: formation of the universal distribution. (English) Zbl 1311.82016 J. Phys. A, Math. Theor. 48, No. 3, Article ID 035103, 9 p. (2015). Reviewer: Utkir A. Rozikov (Tashkent) MSC: 82B26 82D25
- Alexandrov, D. V.; Nizovtseva, I. G. Nucleation and particle growth with fluctuating rates at the intermediate stage of phase transitions in metastable systems. (English) Zbl 1348.82059 Proc. R. Soc. Lond., Ser. A, Math. Phys. Eng. Sci. 470, No. 2162, Article ID 20130647, 10 p. (2014). MSC: 82C26 74N99
- Alexandrov, Dmitri V. On the theory of transient nucleation at the intermediate stage of phase transitions. (English) Zbl 1331.82040 Phys. Lett., A 378, No. 21, 1501—1504 (2014). MSC: 82C26 82D25 35Q84 35C05
- Alexandrov, D. V. Nucleation and crystal growth in binary systems. (English) Zbl 1305.82022 J. Phys. A, Math. Theor. 47, No. 12, Article ID 125102, 15 p. (2014). MSC: 82B26 82D25 74N05 35R09
- Alexandrov, D. V.; Malygin, A. P. Transient nucleation kinetics of crystal growth at the intermediate stage of bulk phase transitions. (English) Zbl 1278.82020 J. Phys. A, Math. Theor. 46, No. 45, Article ID 455101, 16 p. (2013). MSC: 82B26 82B30 37D45 82C31 80A22
- Alexandrov, D. V.; Galenko, P. K. Selection criterion for the growing dendritic tip at the inner core boundary. (English) Zbl 1264.86009 J. Phys. A, Math. Theor. 46, No. 19, Article ID 195101, 12 p. (2013). MSC: 86A17
- Alexandrov, D. V.; Netreba, A. V.; Malygin, A. P. Time-dependent crystallization in magma chambers and lava lakes cooled from above: the role of convection and kinetics on nonlinear dynamics of binary systems. (English) Zbl 1262.80079 Int. J. Heat Mass Transfer 55, No. 4, 1189—1196 (2012). MSC: 80A22 86A60
- Lee, Daniel; Alexandrov, Dmitri; Huang, H. N. Numerical modeling of one-dimensional binary solidification with a mushy layer evolution. (English) Zbl 1265.65155 Numer. Math., Theory Methods Appl. 5, No. 2, 157—185 (2012). MSC: 65M06 80A20 80A22 35K55
- Alexandrov, D. V.; Malygin, A. P. Convective instability of directional crystallization in a forced flow: the role of brine channels in a mushy layer on nonlinear dynamics of binary systems. (English) Zbl 1225.80005 Int. J. Heat Mass Transfer 54, No. 5-6, 1144—1149 (2011). Reviewer: Baasansuren Jadamba (Rochester) MSC: 80A22 76R05 76F25
- Aleksandrov, D. V.; Malygin, A. P. The influence of convection, anisotropy, and inhomogeneity of a medium on structural-phase transitions during crystallization. (Russian, English) Zbl 1224.82011 Dokl. Akad. Nauk, Ross. Akad. Nauk 434, No. 3, 327—331 (2010); translation in Dokl. Phys. 55, No. 9, 431—435 (2010). Reviewer: Andrei Zemskov (Moskva) MSC: 82C26
- Alexandrov, D. V.; Malygin, A. P. The Stefan problem for unsteady-state evaporation of a volatile component in the solid-liquid-gas systems: exact analytical solution. (English) Zbl 1191.80036 Int. J. Heat Mass Transfer 53, No. 13-14, 2790—2794 (2010). MSC: 80A22 76T30
- Lee, Daniel; Alexandrov, D. V. Numerical modeling of one-dimensional binary solidification — the classical two-phase Stefan problem. (English) Zbl 1202.80015 Int. J. Pure Appl. Math. 58, No. 4, 381—416 (2010). Reviewer: Damian Sł ota (Gliwice) MSC: 80A22 65M06
- Alexandrov, D. V.; Ivanov, A. A. Solidification of a ternary melt from a cooled boundary, or nonlinear dynamics of mushy layers. (English) Zbl 1176.80058 Int. J. Heat Mass Transfer 52, No. 21-22, 4807-4811 (2009). MSC: 80A22
- Aleksandrov, D. V. Nonlinear dynamics of solidification in three-component systems. (Russian, English) Zbl 1199.82015 Dokl. Akad. Nauk, Ross. Akad. Nauk 422, No. 3, 322—326 (2008); translation in Dokl. Phys., Phys. 53, No. 9, 471—475 (2008). Reviewer: Andrei Zemskov (Moskva) MSC: 82C26 37N05
- Alexandrov, D. V.; Nizovtseva, I. G. To the theory of underwater ice evolution, or nonlinear dynamics of «false bottoms». (English) Zbl 1154.80363 Int. J. Heat Mass Transfer 51, No. 21-22, 5204-5208 (2008). MSC: 80A22 80A20 76T99
- Aleksandrov, D. V.; Nizovtseva, I. G. Nonlinear dynamics of the false bottom during seawater freezing. (Russian, English) Zbl 1164.86003 Dokl. Akad. Nauk, Ross. Akad. Nauk 419, No. 2, 262—265 (2008); translation in Dokl. Earth Sci. 419, No. 2, 359—362 (2008). Reviewer: Andrei Zemskov (Moskva) MSC: 86A05 82B26
- Aleksandrov, D. V.; Zhebrun, N. N. Ontological approach to creation of founded on knowledge management system business by company processes. (Russian) Zbl 1144.91032 Vestn. Tambov. Gos. Tekh. Univ. 13, No. 1A, 26-32 (2007). Reviewer: Evgenij Nechaev (Moskva) MSC: 91B38 91B60
- Alexandrov, D. V.; Aseev, D. L.; Nizovtseva, I. G.; Huang, H.-N.; Lee, D. Nonlinear dynamics of directional solidification with a mushy layer. Analytic solutions of the problem. (English) Zbl 1119.80008 Int. J. Heat Mass Transfer 50, No. 17-18, 3616-3623 (2007). MSC: 80A22 76D99
- Alexandrov, D. V.; Malygin, A. P. Self-similar solidification of an alloy from a cooled boundary. (English) Zbl 1189.76689 Int. J. Heat Mass Transfer 49, No. 3-4, 763—769 (2006). MSC: 76T99 76M55 80A22
- Aseev, D. L.; Alexandrov, D. V. Directional solidification of binary melts with a non-equilibrium mushy layer. (English) Zbl 1108.80004 Int. J. Heat Mass Transfer 49, No. 25-26, 4903-4909 (2006). MSC: 80A22 82D25
- Aseev, D. L.; Aleksandrov, D. V. Nonlinear solidification dynamics of a binary melt with a nonequilibrium two-phase zone. (Russian) Zbl 1224.82012 Dokl. Akad. Nauk, Ross. Akad. Nauk 408, No. 5, 609—613 (2006); translation in Dokl. Phys. 51, No. 6, 291—295 (2006). MSC: 82C26
- Alexandrov, D. V.; Aseev, D. L. One-dimensional solidification of an alloy with a mushy zone; thermodiffusion and temperature-dependent diffusivity. (English) Zbl 1142.76501 J. Fluid Mech. 527, 57-66 (2005). MSC: 76T99 80A22
- Alexandrov, D. V. Self-similar solidification: morphological stability of the regime. (English) Zbl 1106.76368 Int. J. Heat Mass Transfer 47, No. 6-7, 1383—1389 (2004). MSC: 76E99 76M55 76T99 80A22
- Aleksandrov, D. V.; Ivanov, A. O. Scaling properties of a two-phase zone in directional crystallization processes. (Russian) Zbl 1205.82131 Dokl. Akad. Nauk, Ross. Akad. Nauk 385, No. 3, 323—327 (2002). Reviewer: Andrei Zemskov (Moskva) MSC: 82D25 80A20
- Aleksandrov, D. V. The influence of concentrational supercooling on the morphologic stability of automodel solidification with planar front. (Russian) Zbl 1084.76526 Dokl. Akad. Nauk, Ross. Akad. Nauk 379, No. 1, 33-37 (2001). Reviewer: Andrei Zemskov (Moskva) MSC: 76E17 76T99 80A22
- Aleksandrov, D. V. On the theory of solidification with quasi-equilibrium two-phase zone. (Russian) Zbl 1059.76545 Dokl. Akad. Nauk, Ross. Akad. Nauk 375, No. 2, 172—176 (2000). Reviewer: Sergei Zhuravlev (Moskva) MSC: 76T99 80A22
- Alexandrov, Dmitri; Kochetov, Yuri Behavior of the Ant Colony algorithm for the set covering problem. (English) Zbl 0991.90105 Inderfurth, K. (ed.) et al., Operations research proceedings 1999. Selected papers of the symposium (SOR ’99), Magdeburg, Germany, September 1-3, 1999. Berlin: Springer. 255—260 (2000). MSC: 90C27 90C59
- Alexandrov, D. V.; Mansurov, V. V.; Galenko, P. K. Dynamic instability of rapid solidification fronts. (English) Zbl 0997.76090 Tupholme, G. E. (ed.) et al., Mathematics of heat transfer. Papers from the conference held in Bradford, GB, June and July 1998. Oxford: Clarendon Press. Inst. Math. Appl. Conf. Ser., New Ser. 66, 53-60 (1998). MSC: 76T99 76E17 80A22
- Kochetov, Yuri; Alexandrov, Dmitri Simple plant location problem with partial external finance: Lower bound, heuristic and exact solution. (English) Zbl 0916.90180 Zimmermann, Uwe (ed.) et al., Operations research proceedings 1996. Selected papers of the symposium, SOR’96, Braunschweig, Germany, September 3-6, 1996. Berlin: Springer. 90-94 (1997). MSC: 90B80 90C11

## Публикации
- Эффективность распараллеливания алгоритма решения уравнения PFC с использованием библиотеки PetIGA; И. О. Стародумов, Е. В. Павлюк, С. М. Абрамов, Л. В. Клюев, П. К. Галенко, Д. В. Александров; Вестн. Удмуртск. ун-та. Матем. Мех. Компьют. науки, 26:3 (2016), 445—450;
- О времени нестационарности роста первичных дендритов; Е. А. Титова, Д. В. Александров, П. К. Галенко; Вестн. Удмуртск. ун-та. Матем. Мех. Компьют. науки, 26:3 (2016), 439—444;
- Формирование микроструктуры быстрозатвердевших сплавов системы Sn-Bi; О. В. Гусакова, П. К. Галенко, В. Г. Шепелевич, Д. В. Александров; Вестн. Удмуртск. ун-та. Матем. Мех. Компьют. науки, 26:3 (2016), 388—400;
- Аналитическое решение задачи об обтекании параболического дендрита наклонным потоком вязкой жидкости в приближении Осеена; Д. В. Александров, П. К. Галенко; Вестн. Удмуртск. ун-та. Матем. Мех. Компьют. науки, 26:3 (2016), 379—387;
- Влияние конвективного потока на рост чистого и сплавного дендрита; О. В. Казак, П. К. Галенко, Д. В. Александров; Вестн. Удмуртск. ун-та. Матем. Мех. Компьют. науки, 26:3 (2016), 299—311;
- Нуклеация и рост новой фазы на промежуточной стадии фазовых переходов в метастабильных растворах и расплавах; Д. В. Александров, А. П. Малыгин, И. С. Сухачёв, И. В. Александрова; Вестн. Удмуртск. ун-та. Матем. Мех. Компьют. науки, 26:2 (2016), 283—296;
- Бегущие волны в профиле фазового поля: точные аналитические решения гиперболического уравнения Аллена-Кана; И. Г. Низовцева, П. К. Галенко, Д. В. Александров, С. В. Вихарев, Е. А. Титова, И. С. Сухачёв; Вестн. Удмуртск. ун-та. Матем. Мех. Компьют. науки, 26:2 (2016), 245—257;
- Дендритный рост с вынужденной конвекцией: методы анализа и экспериментальные тесты; Д. В. Александров, П. К. Галенко; УФН, 184:8 (2014), 833—850;
- Влияние ложного дна на нелинейную динамику процесса замерзания воды; И. Г. Низовцева, Д. В. Александров; Вестн. Сам. гос. техн. ун-та. Сер. Физ.-мат. науки, 3(24) (2011), 89-99;
- Нестационарная кристаллизация воды с двухфазной зоной при турбулентных и нетурбулентных граничных условиях; И. Г. Низовцева, Д. В. Александров; Вестн. Сам. гос. техн. ун-та. Сер. Физ.-мат. науки, 1(20) (2010), 133—142.

## Сочинения
- Macrokinetics of Crystallization. N. Y.; Wallingford : Begell House, 2001 (в соавт. с Ю. А. Буевичем, В. В. Мансуровым);
- Hydrodynamics : Examples and Problems. N. Y. ; Wallingford : Begell House, 2001 (в соавт. с Ю. А. Буевичем, С. В. Захаровым);
- Heat Transfer in Dispersions. N. Y. ; Wallingford : Begell House, 2005 (в соавт. с Ю. А. Буевичем).